# Пичугине
Пичугине — селище в Україні, у Криворізькому районі Дніпропетровської області.
Орган місцевого самоврядування — Надеждівська сільська рада. Населення — 151 мешканець.

## Географічне положення
Селище Пичугине лежить на відстані 0,5 км від сіл Новопокровка та Романівка. Поруч проходить залізниця, станція Пічугіно.

## Населення

### Мова
Розподіл населення за рідною мовою за даними перепису 2001 року:
| Мова       | Відсоток |
| ---------- | -------- |
| українська | 100 %    |